# Pa Nderry M’Bai
Pa Nderry M’Bai (* 20. Jahrhundert in Touba Mouride Kunda, Niamina Dankunku; † 22. November 2021 in Raleigh (North Carolina), Vereinigten Staaten) war ein gambisch-amerikanischer Journalist.

## Leben
Ursprünglich aus Niamina stammend, besuchte er die Dankunku Primary School und die Kaur Secondary Technical School.
M’Bai arbeitete ab Anfang der 1990er Jahre als Journalist für die Zeitungen The Daily Observer und The Point und war Generalsekretär der Gambia Press Union, bevor er im Juli 2004 in die Vereinigten Staaten zog und dort eingebürgerter US-Bürger wurde (er erhielt politisches Asyl). Um 2005 gründete er die gambische Online-Nachrichten-Website Freedom Newspaper, deren Chefredakteur sowie Herausgeber er war, in Raleigh (North Carolina). Später gründete er einen Online-Radiosender, Freedom Radio Gambia. Beide Medien verurteilen die Regierung Yahya Jammeh regelmäßig, oft lautstark, insbesondere wegen ihrer Menschenrechtsverletzungen. Als Reaktion darauf gelang es der Regierung im Mai 2006, an die Abonnentenliste der Zeitung zu gelangen, die im Daily Observer veröffentlicht wurde. Mehrere der auf der Liste aufgeführten Journalisten wurden anschließend vom National Intelligence Agency festgenommen. Darüber hinaus blockierte die Regierung im Jahr 2008 vorübergehend den Online-Zugriff auf die Zeitung in Gambia.
Ende 2014 wurde M’Bai in einer Reihe scharf formulierter Artikel von Samsudeen Sarr angegriffen.
Im November 2021 verstarb M’Bai nach kurzer Krankheit in Raleigh. Pap Saine, Mitherausgeber der Zeitung The Point, sagte: „Pa Nderry Mbai war ein großartiger Journalist, der für die Pressefreiheit im Land gekämpft und immer die Stimmlosen verteidigt hat.“

## Auszeichnungen und Ehrungen
Das Fatu Network Heroes Awards Committee 2022 hat M’Bai (posthum) in die Auswahl der 27 nominierten Personen, in der Kategorie 7 „Iconic Gambian Award“ aufgenommen.

## Werke
- The Untold Dictator Yahya Jammeh's Story. iUniverse, 2012, ISBN 978-1-4759-6154-6.